# Al Avila
Alberto Avila, né en 1959, est l'actuel directeur général des Tigers de Détroit de la Ligue majeure de baseball.
Assistant du directeur général Dave Dombrowski depuis avril 2002, il lui succède en août 2015.
Il est le père du joueur de baseball Alex Avila et le fils de Ralph Avila, un ancien vice-président des Dodgers de Los Angeles.

## Biographie
Receveur de baseball dans sa jeunesse, Al Avila signe un contrat professionnel avec les Dodgers de Los Angeles et évolue brièvement dans les ligues mineures avec les Dodgers de Lethbridge de la Pioneer League en 1977.
Avila reçoit en 1986 un diplôme en administration du sport de l'université St. Thomas, en Floride. 
En 1987, il est directeur général des Admirals de Daytona Beach, un club de baseball de ligues mineures dans la Ligue de l'État de Floride.
De 1988 à 1992, il est entraîneur en chef de l'équipe de baseball de son alma mater, l'université St. Thomas. 

### Marlins de la Floride
En juin 1992, il est engagé par les Marlins de la Floride de la Ligue majeure de baseball et y est d'abord assistant directeur des opérations en Amérique latine, puis directeur du même département à partir de 1994. Sous sa direction, le club engage Liván Hernández, un défecteur cubain qui devient le héros de la conquête de la Série mondiale 1997 par les Marlins.
Nommé directeur du recrutement par les Marlins en juillet 1998, il est chargé de la découverte de nouveaux talents aux États-Unis et ailleurs, en plus de la supervision des académies de baseball des Marlins au Venezuela et en République dominicaine. Ses efforts mènent à l'embauche de plusieurs joueurs d'Amérique latine qui contribueront au succès des Marlins en Série mondiale 2003, notamment Miguel Cabrera, Luis Castillo, Álex González et Edgar Rentería. Son équipe repêche aussi l'éventuel joueur par excellence de la Série mondiale de 2003, Josh Beckett, ainsi qu'Adrian Gonzalez, qui sera toutefois échangé sans disputer un seul match pour les Marlins.
En juillet 2001, Avila est nommé vice-président et assistant directeur général des Marlins. Il est brièvement directeur général par intérim entre les saisons 2001 et 2002 lorsque celui qui occupait ce poste, Dave Dombrowski, quitte pour accepter un emploi à Détroit.

### Pirates de Pittsburgh
Le 23 janvier 2002, Al Avila rejoint les Pirates de Pittsburgh et occupe pendant quelques mois la fonction d'assistant spécial au directeur général Dave Littlefield.

### Tigers de Détroit
Après un court passage à Pittsburgh, Al Avila est engagé par les Tigers de Détroit le 15 avril 2002 comme assistant à son ancien patron chez les Marlins, Dave Dombrowski. Il occupe ces fonctions pendant plus de 13 ans. 
Le 4 août 2015, les Tigers libèrent Dombrowski de son contrat afin que ce dernier puisse « poursuivre de nouvelles opportunités de carrière » et Al Avila lui succède comme directeur général du club et vice-président des opérations baseball.